# یوشکو پوپوویچ
یوشکو پوپوویچ (کرواتی: Joško Popović؛ زادهٔ ۱۹ ژانویهٔ ۱۹۶۶) بازیکن فوتبال اهل کرواسی بود.
از باشگاه‌هایی که در آن بازی کرده‌است می‌توان به باشگاه فوتبال زاگرب اشاره کرد.
وی همچنین در تیم ملی فوتبال کرواسی بازی کرده‌است.